# Vịnh Delaware
Vịnh Delaware là lưu vực chính của cửa sông Delaware đổ ra bờ biển Đông Bắc của Hoa Kỳ có nước ngọt trộn lẫn vào nước mặn Đại Tây Dương mấy dặm Anh. Vịnh này có diện tích 2030 km2. Vịnh giáp với bang New Jersey và bang Delaware. Đây là địa điểm đầu tiên được phân loại trong mạng lưới dự trữ loài chim Charadrii Tây Bán Cầu.
Các bờ biển của vịnh chủ yếu bao gồm các đầm lầy mặn và bãi bùn, chỉ có cộng đồng dân cư nhỏ sống trong bờ của hạ lưu vịnh. Bên cạnh sông Delaware, vịnh này được cung cấp bởi rất nhiều dòng suối nhỏ hơn. Các con sông ở phía bên Delaware bao gồm (từ Bắc đến Nam): sông Christina, sông Appoquinimink, sông Leipsic, sông Smyrna, sông Saint Jones, và sông Murderkill. Sông ở phía bên New Jersey bao gồm các sông Salem, sông Cohansey, và sông Maurice. Một số trong những con sông giữ tình trạng bảo vệ cho vùng đất ngập nước đầm lầy muối duy nhất dọc theo bờ biển của vịnh. 